# Абдуллаханов, Джонрид Мухитдинович
Абдуллаха́нов Джонри́д  (узб. Жонрид Абдуллахонов; 3 марта 1929, Наманган — 29 марта 2015, Ташкент) — узбекистанский прозаик, поэт и сценарист, драматург, редактор, журналист.

## Биография
Отец, Мухитдин Абдуллаханов, — один из основателей Наманганского драматического театра. Пропал без вести под Сталинградом в октябре 1942 года. Только в 2008 году благодаря Польскому Красному Кресту стала известна его судьба: он погиб в марте 1943 года в немецком лагере для советских военнопленных Шталаг 333 «Беньяминув» и похоронен близ деревни Бялобжеги под Варшавой.
Мать — Шахрибану Абдуллаханова, учительница, умерла в 1943 году.
Необычное имя Джонрида Абдуллаханова стало предметом жаркого спора между основоположником узбекской поэзии для детей Эльбеком и первым народным поэтом Узбекистана Мухаммадшарифом Суфизода (оба погибли в лагерях ГУЛАГА), гостившими в доме Мухитдина Абдуллаханова в момент рождения сына. Когда отец сообщил гостям, что собирается дать новорождённому имя в честь американского журналиста Джона Рида, автора книги «Десять дней, которые потрясли мир», Суфизода горячо поддержал его, а Эльбек предостерёг, что с таким именем у мальчика возможны неприятности: поэту было известно, что Иосиф Сталин недолюбливал Джона Рида, поскольку тот не уделил Сталину ни одной строчки в своём романе об Октябрьской революции.
Первые стихи Джонрид Абдуллаханов опубликовал в возрасте 12 лет в городских газетах Намангана «Ленин болалари» («Дети Ленина») и «Ударник».
После получения с фронта известия о пропаже отца и смерти матери 14-летним мальчишкой пешком уходит в Ташкент, где работает диктором передачи «Пионер эрталиги» («Пионерская зорька») на Узбекском республиканском радио.
В 1949 году как автор многих стихов и пьесы «Алексей Пешков» вне конкурса принят на только что образованный факультет журналистики Среднеазиатского государственного университета (САГУ, позже ТашГУ имени Ленина, ныне Национальный университет Узбекистана), который окончил в 1954 году.
Затем много лет (с перерывами) работал главным редактором литературного вещания Узбекского радио и телевидения и в аппарате Союза писателей Узбекистана, а также главным специалистом Министерства культуры Узбекской ССР.
Опубликованная в самом начале 1960-х годов в газете «Труд» статья Абдуллаханова «Друг ли нам Джайхун», в которой автор призывал к рациональному использованию водных ресурсов и в противном случае предрекал обмеление ещё полноводного в то время Аральского моря, вызвало бурю негодования у партийного руководства Узбекистана. За публикацию этой провокационной, по мнению партийного руководства Узбекской ССР, статьи Джонрид Абдуллаханов был исключён из КПСС. Позднее в романе «Барса Кельмес» Абдуллаханов вновь вернулся к теме гибнущего Арала.
С 1976 по 1982 год — директор Узбекского отделения Литературного фонда СССР.
Член Союза писателей СССР с 1956 года. С 1991 года — член Союза писателей Узбекистана.
В 1960 году окончил Высшие литературные курсы при Литературном институте имени А. М. Горького (курс Константина Паустовского).
В 1964 году по сценарию Абдуллаханова снят первый в СССР телевизионный фильм «Азизахон» (режиссёр — М. Мухамедов), демонстрировавшийся по Центральному телевидению, а затем в Ленинграде и Киеве.
Лауреат Всесоюзного конкурса ВЦСПС и Союза писателей СССР на лучшее произведение о рабочем классе (за роман «Ураган»).
Лауреат Республиканского конкурса на лучшее драматическое произведение (за пьесу «Олов калблар» («Огненные сердца»)).
В 90-е годы работал в редакции газеты Федерации профсоюзов Узбекистана «Ишонч» («Доверие»), в которой публиковался под псевдонимом Абдусамад.
Кавалер ордена «Мехнат Шухрати». Похоронен на ташкентском кладбище «Минор».